# Cerdon (Ain)
Cerdon – miejscowość i gmina we Francji, w regionie Owernia-Rodan-Alpy, w departamencie Ain.

## Demografia
Według danych na styczeń 2012 r. gminę zamieszkiwało 748 osób, a gęstość zaludnienia wynosiła 60,8 osób/km².

Populacja Cerdon w latach 1962–2008